# スピルバーグ (競走馬)
スピルバーグ（欧字名:Spielberg、2009年5月12日 - ）は、日本の競走馬、種牡馬。
2014年の天皇賞（秋）（GI）優勝馬。馬名の由来は、人名。

## 戦績
- 特記事項なき場合、本節の出典はJBISサーチ[4]

### 2-3歳（2011年-2012年）
2011年10月15日、東京競馬場の2歳新馬戦でデビューし、1着。年内は出走がなく、年明けて2012年の初戦となった500万条件ではフェノーメノの2着、共同通信杯ではゴールドシップの3着、500万条件4着を挟んで出走の毎日杯でも3着に終わるが、続く東京優駿（日本ダービー）のトライアル・プリンシパルステークスを制する。東京優駿では14着に終わり、秋競馬にも出走が予定されていたが、結果的に1年超の長期休養に入る。

### 4-5歳（2013年-2014年）
東京優駿から1年余ののちの2013年8月に戦列に1000万下クラスで復帰し、復帰初戦の日高特別は馬場が合わず6着に終わるが、秋に入って神奈川新聞杯を勝って3勝目を挙げ、11月の1600万下戦ノベンバーステークスも勝って2連勝。この後は再び休養に入り、2014年のメイステークスで復帰して5勝目を挙げる。続けてエプソムカップに出走予定も骨瘤を発症して回避し、秋まで待機を余儀なくされる。秋初戦の毎日王冠3着のあと天皇賞（秋）に駒を進め、レースでは後方から進めて直線で外から差し切り、ジェンティルドンナを4分の3馬身差下してG1競走初制覇を遂げた。馬主の山本英俊にとっても、所有馬初のGI勝利となった。11月のジャパンカップでも3着に入った。

### 6歳（2015年）
6歳となった2015年1月、「上半期に日本に最適なレースがない」ということでイギリスへの遠征が計画される。6歳初戦の産経大阪杯でラキシスの4着となった後、5月に僚馬ルルーシュ、スーパームーンとともにイギリスにわたり、6月のプリンスオブウェールズステークスに出走したが、馬場の硬さなどの要因もあってフリーイーグルの6着に終わった。続戦予定のエクリプスステークスには出走せず帯同馬とともに帰国し、秋は毎日王冠、天皇賞（秋）の2戦とも10着に終わって「潮時」と判断され、11月8日付で競走馬登録を抹消された。

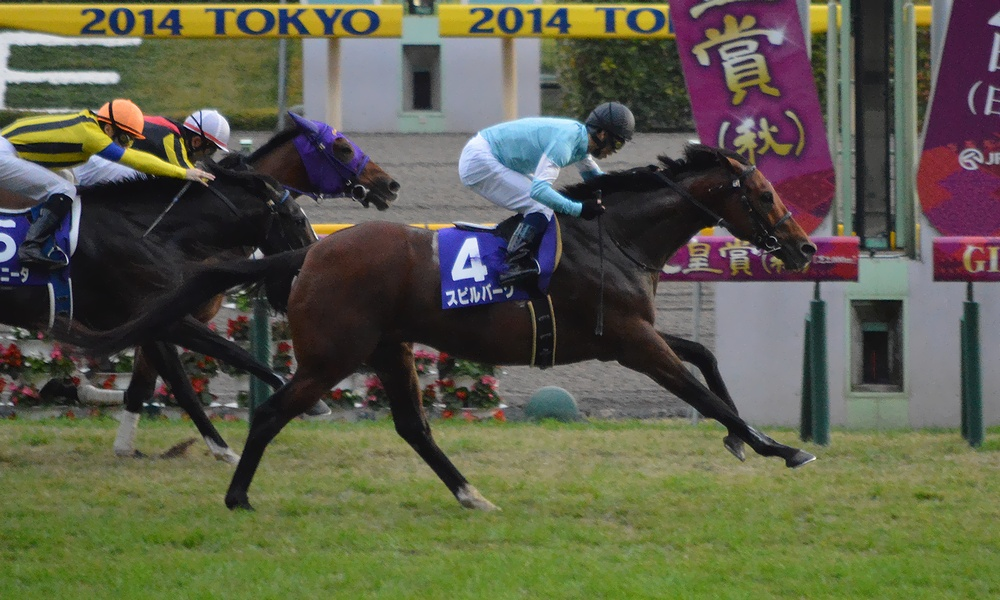
天皇賞（秋）

## 競走成績
以下の内容は、JBISサーチ、netkeiba.comおよびRacing Postに基づく。
| 競走日     | 競馬場     | 競走名                  | 格       | 距離（馬場）  | 頭 数 | 枠 番 | 馬 番 | オッズ （人気） | 着順 | タイム （上り3F） | 着差 | 騎手        | 斤量 [kg] | 1着馬（2着馬）         | 馬体重 [kg] |
| ---------- | ---------- | ----------------------- | -------- | ------------- | ----- | ----- | ----- | --------------- | ---- | ----------------- | ---- | ----------- | --------- | ---------------------- | ----------- |
| 2011.10.15 | 東京       | 2歳新馬                 |          | 芝2000m（稍） | 7     | 7     | 7     | 002.10（1人）   | 01着 | R2:08.2（33.9）   | -0.0 | 0北村宏司   | 55        | （ブラインドサイド）   | 490         |
| 2012.01.29 | 東京       | 3歳500万下              |          | 芝2000m（良） | 14    | 4     | 6     | 007.40（4人）   | 02着 | R2:01.2（34.1）   | -0.3 | 0北村宏司   | 56        | フェノーメノ           | 486         |
| 0000.02.12 | 東京       | 共同通信杯              | GIII     | 芝1800m（良） | 11    | 7     | 8     | 013.70（3人）   | 03着 | R1:48.6（33.2）   | -0.3 | 0北村宏司   | 57        | ゴールドシップ         | 492         |
| 0000.03.11 | 中山       | 3歳500万下              |          | 芝2000m（重） | 11    | 6     | 6     | 001.70（1人）   | 04着 | R2:09.4（35.4）   | -0.7 | 0内田博幸   | 56        | マイネルカーミン       | 490         |
| 0000.03.24 | 阪神       | 毎日杯                  | GIII     | 芝1800m（重） | 13    | 4     | 4     | 014.40（7人）   | 03着 | R1:49.8（35.7）   | -0.2 | 0四位洋文   | 56        | ヒストリカル           | 490         |
| 0000.05.05 | 東京       | プリンシパルS           | OP       | 芝2000m（良） | 17    | 4     | 8     | 001.70（1人）   | 01着 | R2:00.9（34.0）   | -0.3 | 0内田博幸   | 56        | （ローレルブレット）   | 492         |
| 0000.05.27 | 東京       | 東京優駿                | GI       | 芝2400m（良） | 18    | 1     | 1     | 038.70（9人）   | 14着 | R2:25.4（34.4）   | -1.6 | 0横山典弘   | 57        | ディープブリランテ     | 504         |
| 2013.08.11 | 函館       | 日高特別                | 1000万下 | 芝2000m（良） | 13    | 3     | 3     | 009.60（4人）   | 06着 | R2:03.2（37.1）   | -0.7 | 0丸山元気   | 57        | ディサイファ           | 502         |
| 0000.10.13 | 東京       | 神奈川新聞杯            | 1000万下 | 芝1800m（良） | 11    | 3     | 3     | 002.80（1人）   | 01着 | R1:45.8（33.9）   | -0.3 | 0北村宏司   | 57        | （フェスティヴタロー） | 498         |
| 0000.11.10 | 東京       | ノベンバーS             | 1600万下 | 芝1800m（良） | 15    | 4     | 6     | 001.40（1人）   | 01着 | R1:47.4（33.7）   | -0.0 | 0北村宏司   | 56        | （クイーンオリーブ）   | 500         |
| 2014.05.24 | 東京       | メイS                   | OP       | 芝1800m（良） | 18    | 7     | 13    | 002.70（1人）   | 01着 | R1:45.4（33.2）   | -0.1 | 0北村宏司   | 55        | （アロマカフェ）       | 498         |
| 0000.10.12 | 東京       | 毎日王冠                | GII      | 芝1800m（良） | 15    | 5     | 8     | 008.30（5人）   | 03着 | R1:45.3（33.2）   | -0.1 | 0北村宏司   | 56        | エアソミュール         | 508         |
| 0000.11.02 | 東京       | 0天皇賞（秋）           | GI       | 芝2000m（良） | 18    | 2     | 4     | 011.00（5人）   | 01着 | R1:59.7（33.7）   | -0.1 | 0北村宏司   | 58        | （ジェンティルドンナ） | 506         |
| 0000.11.30 | 東京       | ジャパンC               | GI       | 芝2400m（良） | 18    | 7     | 15    | 011.30（6人）   | 03着 | R2:23.9（34.8）   | -0.8 | 0北村宏司   | 57        | エピファネイア         | 508         |
| 2015.04.05 | 阪神       | 産経大阪杯              | GII      | 芝2000m（不） | 14    | 7     | 12    | 007.40（2人）   | 04着 | R2:03.8（36.3）   | -0.9 | 0北村宏司   | 58        | ラキシス               | 498         |
| 0000.06.17 | アスコット | プリンスオブウェールズS | G1       | 芝1m2f0（GF） | 9     | 5     | 7     |                 | 06着 | （4馬身1/4）      |      | 0C.スミヨン | 57        | Free Eagle             | 計不        |
| 0000.10.11 | 東京       | 毎日王冠                | GII      | 芝1800m（良） | 13    | 8     | 12    | 008.60（5人）   | 10着 | R1:46.4（33.3）   | -0.8 | 0北村宏司   | 58        | エイシンヒカリ         | 500         |
| 0000.11.01 | 東京       | 天皇賞（秋）            | GI       | 芝2000m（良） | 18    | 8     | 17    | 023.10（8人）   | 10着 | R1:59.2（33.8）   | -0.7 | 0北村宏司   | 58        | ラブリーデイ           | 506         |

- 馬場状態：F=Good to Firm

## 引退後
2016年より社台スタリオンステーションで種牡馬入りした。2年後の2018年12月にブリーダーズ・スタリオン・ステーションに移動し、2020年10月にはブリーダーズ・スタリオン・ステーションからイーストスタッドに移動した。
2022年からは青森県東北町の東北牧場で供用されている。

### 主な産駒
- セオ（2024年 都大路ステークス）

#### 地方重賞勝利馬
- ディーディーデイ（2023年飛燕賞）

## 血統表
| スピルバーグの血統                               | スピルバーグの血統                                                                      | スピルバーグの血統                                                                      | （血統表の出典）                                                                        | （血統表の出典） |
| 父系                                             | ヘイロー系                                                                              | ヘイロー系                                                                              | ヘイロー系                                                                              | [ § 2 ]          |
| 父 ディープインパクト 2002年 鹿毛                | 父の父*サンデーサイレンス Sunday Silence 1986年 青鹿毛                                  | Halo                                                                                    | Hail to Reason                                                                          | Hail to Reason   |
| 父 ディープインパクト 2002年 鹿毛                | 父の父*サンデーサイレンス Sunday Silence 1986年 青鹿毛                                  | Halo                                                                                    | Cosmah                                                                                  |                  |
| 父 ディープインパクト 2002年 鹿毛                | 父の父*サンデーサイレンス Sunday Silence 1986年 青鹿毛                                  | Wishing Well                                                                            | Understanding                                                                           | Understanding    |
| 父 ディープインパクト 2002年 鹿毛                | 父の父*サンデーサイレンス Sunday Silence 1986年 青鹿毛                                  | Wishing Well                                                                            | Mountain Flower                                                                         |                  |
| 父 ディープインパクト 2002年 鹿毛                | 父の母*ウインドインハーヘア Wind in Her Hair 1991年 鹿毛                                | Alzao                                                                                   | Lyphard                                                                                 | Lyphard          |
| 父 ディープインパクト 2002年 鹿毛                | 父の母*ウインドインハーヘア Wind in Her Hair 1991年 鹿毛                                | Alzao                                                                                   | Lady Rebecca                                                                            |                  |
| 父 ディープインパクト 2002年 鹿毛                | 父の母*ウインドインハーヘア Wind in Her Hair 1991年 鹿毛                                | Burghclere                                                                              | Burghclere                                                                              | Burghclere       |
| 父 ディープインパクト 2002年 鹿毛                | 父の母*ウインドインハーヘア Wind in Her Hair 1991年 鹿毛                                | Burghclere                                                                              | Highclere                                                                               |                  |
| 母 *プリンセスオリビア Princess Olivia 1995 栗毛 | 母の父 Lycius 1988 栗毛                                                                 | Mr. Prospector                                                                          | Raise a Native                                                                          | Raise a Native   |
| 母 *プリンセスオリビア Princess Olivia 1995 栗毛 | 母の父 Lycius 1988 栗毛                                                                 | Mr. Prospector                                                                          | Gold Digger                                                                             |                  |
| 母 *プリンセスオリビア Princess Olivia 1995 栗毛 | 母の父 Lycius 1988 栗毛                                                                 | Lypatia                                                                                 | Lyphard                                                                                 | Lyphard          |
| 母 *プリンセスオリビア Princess Olivia 1995 栗毛 | 母の父 Lycius 1988 栗毛                                                                 | Lypatia                                                                                 | Hypatia                                                                                 |                  |
| 母 *プリンセスオリビア Princess Olivia 1995 栗毛 | 母の母Dance Image 1990 鹿毛                                                             | Sadler's Wells                                                                          | Northern Dancer                                                                         | Northern Dancer  |
| 母 *プリンセスオリビア Princess Olivia 1995 栗毛 | 母の母Dance Image 1990 鹿毛                                                             | Sadler's Wells                                                                          | Fairy Bridge                                                                            |                  |
| 母 *プリンセスオリビア Princess Olivia 1995 栗毛 | 母の母Dance Image 1990 鹿毛                                                             | Diamond Spring                                                                          | Vaguely Noble                                                                           | Vaguely Noble    |
| 母 *プリンセスオリビア Princess Olivia 1995 栗毛 | 母の母Dance Image 1990 鹿毛                                                             | Diamond Spring                                                                          | Dumfries                                                                                |                  |
| 母系(F-No.)                                      | プリンセスオリビア(USA)系(FN:17-b)                                                      | プリンセスオリビア(USA)系(FN:17-b)                                                      | プリンセスオリビア(USA)系(FN:17-b)                                                      | [ § 3 ]          |
| 5代内の近親交配                                  | Northern Dancer 5 × 5 × 4 = 12.50％、Lyphard 4 × 4 = 12.50％、Goofed 5 × 5 × 5 = 9.38％ | Northern Dancer 5 × 5 × 4 = 12.50％、Lyphard 4 × 4 = 12.50％、Goofed 5 × 5 × 5 = 9.38％ | Northern Dancer 5 × 5 × 4 = 12.50％、Lyphard 4 × 4 = 12.50％、Goofed 5 × 5 × 5 = 9.38％ | [ § 4 ]          |
| 出典                                             | 1. 2. 3. 4.                                                                             | 1. 2. 3. 4.                                                                             | 1. 2. 3. 4.                                                                             | 1. 2. 3. 4.      |

- 半兄にFlower Alley（トラヴァーズステークス）、全兄にトーセンラー（マイルチャンピオンシップ）[26]。その他の主たる近親にランブリングアレー（中山牝馬ステークス）[26]。